# Invertibel matrix
Indenfor lineær algebra har en matrix A egenskaben invertibel, hvis og kun hvis der eksisterer en matrix B således at:
{\displaystyle {\underline {\underline {A}}}{\underline {\underline {B}}}={\underline {\underline {B}}}{\underline {\underline {A}}}={\underline {\underline {I}}}}
hvor {\displaystyle {\underline {\underline {I}}}} er enhedsmatricen. I så fald kaldes {\displaystyle {\underline {\underline {A}}}} en invertibel matrix og {\displaystyle {\underline {\underline {B}}}} kaldes den inverse matrix til {\displaystyle {\underline {\underline {A}}}} og skrives {\displaystyle {\underline {\underline {A}}}^{-1}}. Det følger af definitionen at både {\displaystyle {\underline {\underline {A}}}} og {\displaystyle {\underline {\underline {A}}}^{-1}} er kvadratiske matricer af samme dimension n×n.
En invertibel matrix kaldes også for en regulær matrix (eller en ikke-singulær matrix).
En kvadratisk matrix som ikke er invertibel kaldes for en singulær matrix  (eller en ikke-regulær matrix).

## Ækvivalente egenskaber
At en n × n-matrix {\displaystyle {\underline {\underline {A}}}} er invertibel er ækvivalent med at:
- Determinanten af {\displaystyle {\underline {\underline {A}}}} ikke er nul, det {\displaystyle {\underline {\underline {A}}}} ≠ 0.
- {\displaystyle {\underline {\underline {A}}}} har rang n.
- Ligningen {\displaystyle {\underline {\underline {A}}}{\vec {x}}={\vec {0}}} har kun den trivielle løsningen {\displaystyle {\vec {x}}={\vec {0}}}. Med andre ord, nulrummet består kun af nulvektoren.
- Den transponerede {\displaystyle {\underline {\underline {A}}}^{T}} er invertibel.
- Tallet 0 er ikke en egenværdi til {\displaystyle {\underline {\underline {A}}}}.